# 炎刘镇
炎刘镇，是中华人民共和国安徽省六安市寿县下辖的一个乡镇级行政单位。

## 行政区划
炎刘镇下辖以下地区：
炎刘街道社区、广岩街道社区、船涨村、三星村、石埠村、龙楼村、李桥村、圣井村、新桥村、磨湾村、三关村、谢墩村和黄楼村。